# Örebro SK
Örebro Sportklubb – szwedzki klub piłkarski, grający obecnie w Superettan, mający siedzibę w mieście Örebro, leżącym w środkowej części kraju.

## Sukcesy
- Allsvenskan:
  - wicemistrzostwo (2): 1991, 1994
- Superettan
  - wicemistrzostwo (2): 2016, 2013
- Division 1 Norra
  - mistrzostwo (1): 1988
- Puchar Szwecji:
  - finał (2): 1988, 2015

## Europejskie puchary
Legenda do wszystkich tabel:
- Q – runda eliminacyjna, 1/16, 1/8, 1/4, 1/2 – odpowiednia faza rozgrywek, Grupa – runda grupowa, 1r gr – pierwsza runda grupowa, 2r gr – druga runda grupowa, F – finał, R – runda, PO – play-off
- k. – rzuty karne, los. – losowanie, Dogr. – dogrywka, w. – zasada bramek strzelonych na wyjeździe

| Sezon   | Rozgrywki        | Runda   | Przeciwnik        | Dom | Wyjazd | Ogólnie    |
| ------- | ---------------- | ------- | ----------------- | --- | ------ | ---------- |
| 1991/92 | Puchar UEFA      | 1R      | AFC Ajax          | 0–1 | 0–3    | 0–4        |
| 1992/93 | Puchar UEFA      | 1R      | KV Mechelen       | 0–0 | 1–2    | 1–2        |
| 1995/96 | Puchar UEFA      | 1Q      | Avenir Beggen     | 0–0 | 0–3    | 0–3        |
| 1996    | Puchar Intertoto | Grupa 3 | ÍBK Keflavík      | 3–1 |        | 1. miejsce |
| 1996    | Puchar Intertoto | Grupa 3 | FC København      | 2–2 |        | 1. miejsce |
| 1996    | Puchar Intertoto | Grupa 3 | NK Maribor Branik | 4–1 |        | 1. miejsce |
| 1996    | Puchar Intertoto | Grupa 3 | Austria Wiedeń    |     | 3–2    | 1. miejsce |
| 1996    | Puchar Intertoto | 1/2     | HNK Segesta       | 4–1 | 0–4    | 4–5        |
| 1997/98 | Puchar UEFA      | 2Q      | FK Jablonec       | 0–0 | 1–1    | 1–1, w.    |
| 1997/98 | Puchar UEFA      | 1R      | Rotor Wołgograd   | 1–4 | 0–2    | 1–6        |
| 2011/12 | Liga Europy      | 2Q      | FK Sarajevo       | 0–0 | 0–2    | 0–2        |

## Skład
Stan na 3 października 2018
| Nr | Poz. | Piłkarz              |
| -- | ---- | -------------------- |
| 1  | BR   | Oscar Jansson        |
| 2  | OB   | Daniel Björnquist    |
| 3  | OB   | Viktor Tranberg      |
| 5  | OB   | Fabio De Sousa Silva |
| 7  | PO   | Johan Bertilsson     |
| 9  | NA   | Victor Sköld         |
| 10 | NA   | Nahir Besara         |
| 11 | PO   | Alfred Ajdarević     |
| 14 | OB   | Michael Almebäck     |
| 15 | OB   | Martin Lorentzson    |
| 17 | PO   | Johan Mårtensson     |
| 18 | NA   | Isaac Boye           |

| Nr | Poz. | Piłkarz                 |
| -- | ---- | ----------------------- |
| 19 | OB   | Sebastian Ring          |
| 20 | PO   | Filip Rogić             |
| 21 | PO   | Simon Amin              |
| 22 | OB   | Albin Granlund          |
| 25 | PO   | Nordin Gerzić (kapitan) |
| 29 | PO   | Michael Omoh            |
| 30 | BR   | Mathias Karlsson        |
| 42 | OB   | Helmer Andersson        |
| 45 | NA   | Rodin Deprem            |
| 46 | OB   | Arvid Brorsson          |
| 77 | NA   | Kennedy Igboananike     |

## Reprezentanci kraju grający w klubie
- Nedim Halilović
- Fredrik Nordback
- Janne Oinas
- Roni Porokara
- Arnór Guðjohnsen
- Gunnlaugur Jónsson
- Sigurður Jónsson
- Chris Pozniak
- Boniventure Maruti
- Robert Mambo Mumba
- Paul Oyuga
- Ainars Lindars
- Mirosław Kubisztal
- Alejandro Bedoya
- Ronald Åhman
- John Alvbåge
- Orvar Bergmark
- Hasse Borg
- Leif Eriksson
- Magnus Erlingmark
- Christer Fursth
- Per Gawelin
- Sebastian Henriksson
- Mattias Jonson
- Sven-Gunnar Larsson
- Gösta Lindh
- Peter Nilsson
- Mats Rubarth
- Niklas Skoog
- Daniel Tjernström
- Nordin Gerzić